# Xaltipac
Xaltipac är en ort i Mexiko.   Den ligger i kommunen Xochitlán de Vicente Suárez och delstaten Puebla, i den sydöstra delen av landet, 170 km öster om huvudstaden Mexico City. Xaltipac ligger 844 meter över havet och antalet invånare är 483.
Terrängen runt Xaltipac är huvudsakligen kuperad, men västerut är den bergig. Runt Xaltipac är det ganska tätbefolkat, med 129 invånare per kvadratkilometer. Närmaste större samhälle är Olintla, 14,5 km norr om Xaltipac. I omgivningarna runt Xaltipac växer huvudsakligen savannskog.